# Floyd Landis
Floyd Landis, född 14 oktober 1975 i Farmersville, Lancaster County, Pennsylvania, är en amerikansk före detta professionell tävlingscyklist. Landis tog segern i Tour de France 2006 men blev fråntagen segern under året 2010. 
Floyd Landis var en tempospecialist och även en bra klättrare. Hans tidigare erfarenheter som mountainbikecyklist gjorde honom väldigt skicklig på att hantera sin cykel, vilket gjorde att han var snabb i nedförsåkningar. Han blev professionell 1999 med Mercury Cycling Team och karriären tog fart på allvar när han blev tillfrågad av Lance Armstrongs stall US Postal Service att vara hjälpryttare åt Armstrong från och med 2002. Inför året 2005 lämnade han det amerikanska stallet för att få chansen att kunna vinna stora tävlingar och blev kontrakterad av Phonak Hearing Systems.

## Barndom
Floyd Landis växte upp i Farmersville i Pennsylvania. Hans familj tillhörde den religiösa gruppen mennoniterna.
När Landis var ung cyklade han mest tillsammans med sina vänner när han ville diska, men började senare intressera sig för tävlingscykling. Han vann många av loppen som han deltog i, men hans pappa var inte glad över sin sons nya intresse och han försökte att avskräcka Landis från att tävlingscykla genom att ge honom extrasysslor, vilket gjorde att han inte hade någon tid till att träna under dagarna. I stället började Landis att smita ut på nätterna för att träna. Landis pappa trodde att sonens passion för cyklingen skulle leda till att han började med droger och alkohol. Han brukade följa efter sonen för att vara säker på att Landis inte råkade illa ut.

## Mountainbike
Landis vann det första mountainbikeloppet som han deltog i. År 1993 blev han amerikansk juniormästare. Som 20-åring flyttade han till södra Kalifornien för att på heltid kunna träna mountainbike. Inför säsonen 1999 valde Floyd Landis att bli landsvägscyklist.

## Karriär

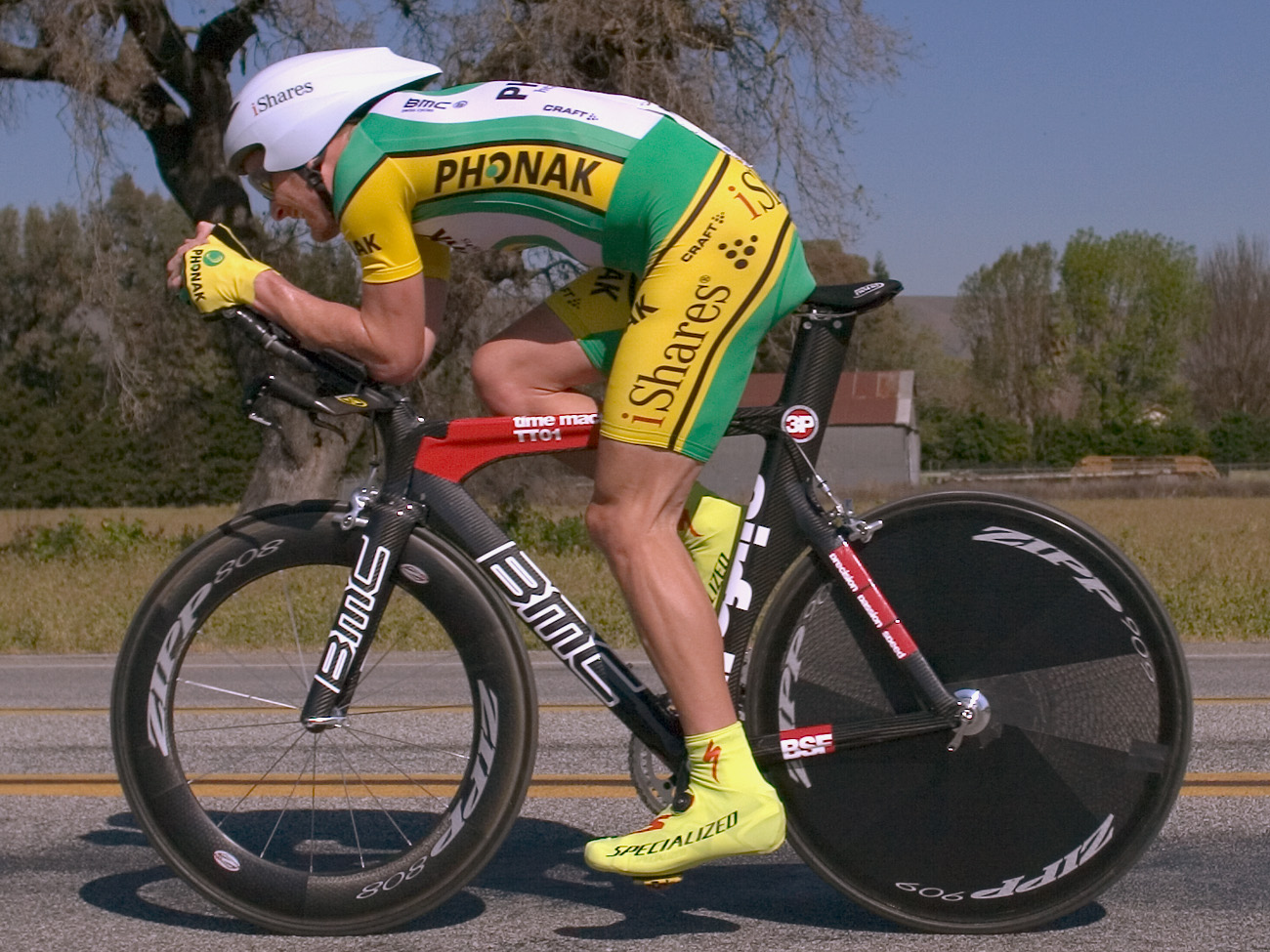
Landis under Tour of California 2006.

Floyd Landis hade några bra år som landsvägscyklist innan Lance Armstrong bad amerikanen att komma över till US Postal-stallet. Landis hjälpte Armstrong att vinna Tour de France år 2002, 2003 och 2004. Landis fick ofta uppdraget att öka farten i klungan innan Armstrong attackerade. Under säsongen 2004 började Landis visa upp att han hade potential till att bli en framtida vinnare av Tour de France och när säsongen närmade sig slutet, bestämde sig Landis för att ta chansen. Efter att ha bråkat mycket med US Postal Service stallchef Johan Bruyneel under året, gick Landis därför över till det schweiziska stallet Phonak Hearing Systems där han också fick chansen till egna framgångar. Hans första år i det schweiziska stallet var inget utöver det vanliga och amerikanen vann inga större lopp. Han blev trots det nia på Tour de France 2005.
Säsongen 2006 började bra med segrar i det nya loppet Amgen Tour of California och det prestigefyllda loppet Paris-Nice. Landis vann tempoloppet i Ford Tour de Georgia i april. Han lyckades sedan behålla första platsen framför Tom Danielson.

### Tour de France 2006
I Tour de France 2006 tog Landis hem totalsegern den 23 juli 2006. Detta trots att han hade varit mer eller mindre borträknad från slutsegern efter en genomklappning på etapp 16. Dagen därpå var han tillbaka i form igen och hämtade in nästan hela försprånget upp till den ledande spanjoren Oscar Pereiro. 
Resultatet på Tour de France var anmärkningsvärt med tanke på att Landis led av osteokondrit (bendöd). Tillräckligt mycket blod strömmade inte ned till höften, vilket gjorde att den sakta var på väg att ruttna bort. Orsaken till skadan var en cykelkrasch under en träningsrunda i Kalifornien i oktober 2002, där han fått en lårbenshalsfraktur och efter det hade han fått mycket ärrvävnad. Landis hade hållit skadan hemlig för sina lagkamrater, motståndare och media. Landis cyklade Tour de France 2006 med ständig smärta från skadan. Under tävlingen hade Landis fått tillåtelse att ta kortison för skadan, ett läkemedel som är förbjudet inom proffscyklingen. Landis genomgick en framgångsrika höftoperation den 27 september 2006 där han fick en ny höftled.

### Dopningsfall

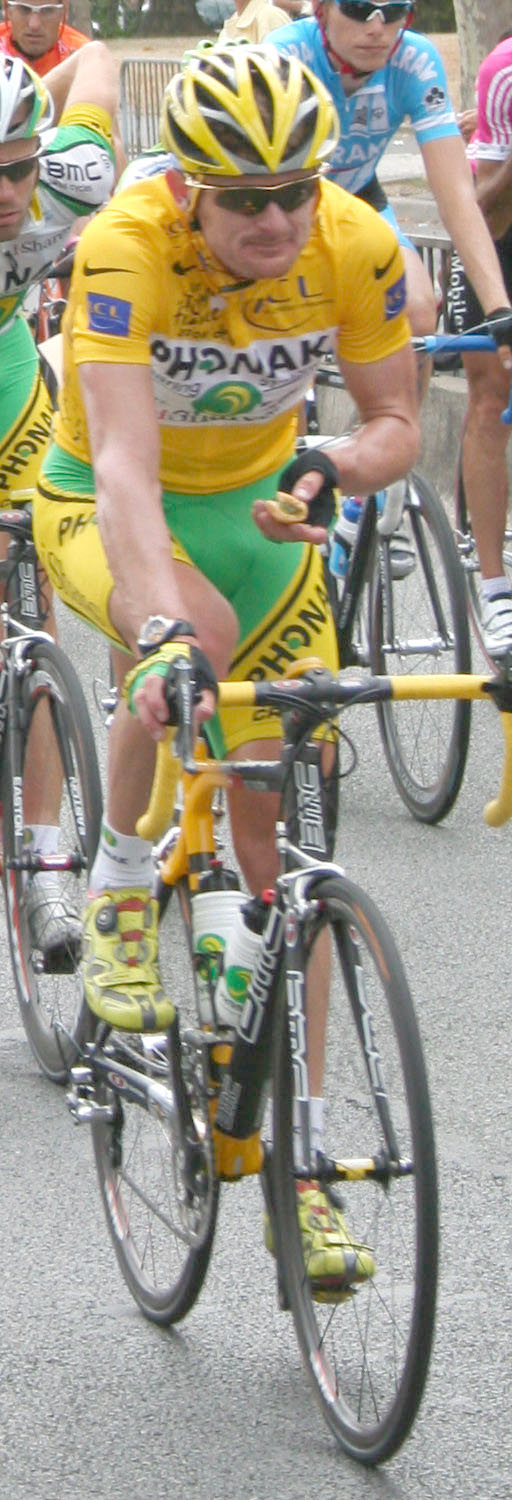
Floyd Landis i den gula ledartröjan under Tour de France 2006

Den 26 juli 2006 avslöjades det att en cyklist tävlat dopad i Tour de France 2006, men man gick inte ut med något namn inledningsvis. Den 27 juli 2006 avslöjade hans stall Phonak Hearing Systems att det var totalsegraren Floyd Landis som hade lämnat ett positivt dopningsprov. Enligt Phonak Hearing Systems rörde det sig om den manliga tillväxthormonen testosteron. Dopningspekulationerna kring Floyd Landis hade börjat tidigare samma dag då Landis oväntat och för andra dagen i rad inte ställde upp i en inplanerad tävling. Han skulle den 26 juli 2006 ha tävlat i Nederländerna och den 27 juli 2006 i Silkeborg i Danmark. Den 5 augusti offentliggjordes B-provet, som även det visade sig vara positivt. Man har även kunnat konstatera att testosteronet som fanns i provet inte var naturligt förekommande i kroppen.
Landis förnekade att han hade dopat sig och bad att få b-provet testat. När även b-testet var positivt valde amerikanens stall att säga upp honom.
I början av augusti blev Landis skyldig till dopning och Tour de France-ledningen berättade att de inte längre såg amerikanen som vinnare av tävlingen. Det är cyklistens nationella förbund som avgör om cyklisten har brutit några regler, i det här fallet USA cykling, som överförde ärendet till USA Anti-Doping Agency (USADA). Innan USADA gjorde en bedömning på fallet, lades Phonak Hearing Systems ned efter dopningsavslöjandet.
Den 20 september 2007 dömdes Landis för dopning och blev avstängd från sporten i två år, daterat retroaktivt till januari 2007. Samtidigt blev det klart att Landis förlorade segern i Tour de France 2006 - den nya vinnaren av tävlingen blev därför den tidigare totaltvåan Oscar Pereiro. Landis valde att överklaga beslutet till Idrottens skiljedomstol. Förhandlingen pågick mellan 19 och 24 mars 2008 i New York. I slutet av juni 2008 kom skiljedomstolen fram till att det varit rätt av USADA att stänga av den amerikanska cyklisten. I september samma år valde Landis att ta sitt fall till USA:s federala domstol eftersom han ansåg att partiskhet och intressekonflikter var orsaken till att CAS valt att stänga av honom . Dessutom ifrågasatte han den böter på 100,000 amerikanska dollar som han skulle betala efter att ha testat positivt.   I december 2008 valde de att lägga ned fallet.
Den franska tidningen L'Express skrev en artikel den 14 april 2009, med information om amerikanens tester som hade läckts till pressen och till andra laboratorier. Informationen hade skickats från en mejl tillhörande Landis dåvarande tränare Arnie Baker. I januari 2010 utfärdade en fransk domare en nationell arresteringsorder eftersom Landis var anklagad för spionage. Dokumentet som L'Express hade fått hade ändrats i försök att misskreditera laboratoriet som hade undersökt Landis positiva dopningstestet. Cyklisten Floyd Landis blev dömd till ett års villkorligt fängelsestraff.
Mellan 2006 och 2007 samlade Floyd Landis ihop runt en miljon amerikanska dollar för att kunna betala rättegångskostnader. Han bad sina fans att donera pengar, samtidigt förnekade han att han någonsin hade dopat sig.

### Comeback
Under säsongen 2008 arbetade Landis som rådgivare för det amerikanska stallet Rock Racing. Efter sin dopningsavstängning skrev amerikanen på ett kontrakt med det amerikanska stallet Health Net-Maxxis; som fick en ny sponsor och därför fick namnet OUCH Pro Cycling Team Presented by Maxxis. Hans första lopp blev Tour of California; där han slutade på 23:e plats i slutställningen. I slutet av året blev det klart att amerikanen tänkte lämna OUCH eftersom han önskade cykla de längre loppen i Europa. I november 2009 cyklade han Tour of Southland i Nya Zeeland med det lokala stallet CyclingNZshop.com-Bio Sport och slutade på 17:e plats av 95 cyklister. Under början av säsongen 2010 cyklade han med Bahati Foundation Cycling Team.

### Erkännande
Den 20 maj 2010, under Amgen Tour of California, bestämde sig Landis för att erkänna att han hade dopat sig under sin karriär. Under nästan fyra år hade han bestridit anklagelserna om dopning. Landis gjorde sitt erkännande i e-postmeddelanden som han sände till bland annat USA Cycling och UCI ungefär tre veckor innan det läckte ut till media. I mejlen berättade han att han hade dopat sig mellan juni 2002 och segern i Tour de France 2006. Samtidigt som han erkände, anklagade han förre stallkamraten Lance Armstrong och andra cyklister för att ha dopat sig med EPO och blodtransfusioner under säsongerna 2002 och 2003.  Landis sa också att bloddopning hade förekommit under Tour de France 2004. Armstrong och Team RadioShack hävdade att Landis att velat få ett kontrakt med RadioShack och att han hade gått ut med uppgifterna efter att ha blivit nekad ett kontrakt. Landis påstod också att han hade hjälpt Levi Leipheimer och Dave Zabriskie att ta EPO före Tour of California ett år.
Trots erkännandet fortsatte Landis att han förneka att han tagit syntetiskt testosteron under Tour de France 2006, men erkände att han hade använt tillväxthormener och andra dopningsmetoder.
Enligt Landis hade UCI tagit emot mutor, manipulerat testresultat och hemlighållit ett positivt dopningsprov från Lance Armstrong. UCI och en av dess före detta ordföranden, Hein Verbruggen, valde att stämma Landis i en schweizisk domstol.

### Karriärens sista år
Efter att Landis erkänt att han hade dopat sig och dessutom anklagat flera amerikanska cyklister för dopningsanvändning, lades Bahati Foundation Cycling Team ned och Landis cyklade Cascade Cycling Classic i Bend, Oregon, utan ett stall.
Landis avslutade sin karriär i januari 2011 då han inte hittade något stall att skriva kontrakt med.

## Stall
- Mercury Cycling Team 1999–2001
- US Postal Service 2002–2004
- Phonak Hearing Systems 2005–2006
- OUCH presented by Maxxis 2009
- Bahati Foundation 2010